# Peuples iroquoiens
Les peuples iroquoiens rassemblent des communautés autochtones habitant l’est de l’Amérique du Nord depuis au moins 12 500 ans, soit après la dernière période de glaciation. Leur présence historique s’étend sur un territoire qui comprend les provinces canadiennes actuelles de l’Ontario et du Québec, ainsi que les États américains actuels de New York, de la Pennsylvanie, des deux Virginies et de la Caroline du Nord.
Les Iroquoiens appartiennent à une même grande famille linguistique, qui se décline en plusieurs confédérations politiques, subdivisées à leur tour en nations, villages et clans.
Au XVe siècle, les villages iroquoiens regroupent quelques centaines, voire parfois quelques milliers, d’habitants ; ils sont souvent ceinturés de palissades de bois. Les Iroquoiens sont semi-sédentaires et s'adonnent à l'agriculture, à la permaculture et à l'horticulture. Ils vivent dans des maisons-longues et forment des sociétés matrilinéaires, où la transmission familiale se fait de mère en fille.
Ces peuples adhèrent au système matrilocal. Ainsi, les enfants d’un couple s’installent dans la maison appartenant à la famille de la mère.
Les Iroquoiens se distinguent de leurs voisins, les peuples algonquiens de l’est de l’Amérique du Nord, qui sont, quant à eux, nomades et issus de sociétés patrilinéaires.
Au moment des premiers contacts avec les Européens, au XVIe siècle siècle, la population globale de l’Iroquoianie (le territoire des peuples iroquoiens) comptait environ 120 000 individus, répartis en au moins 25 nations.

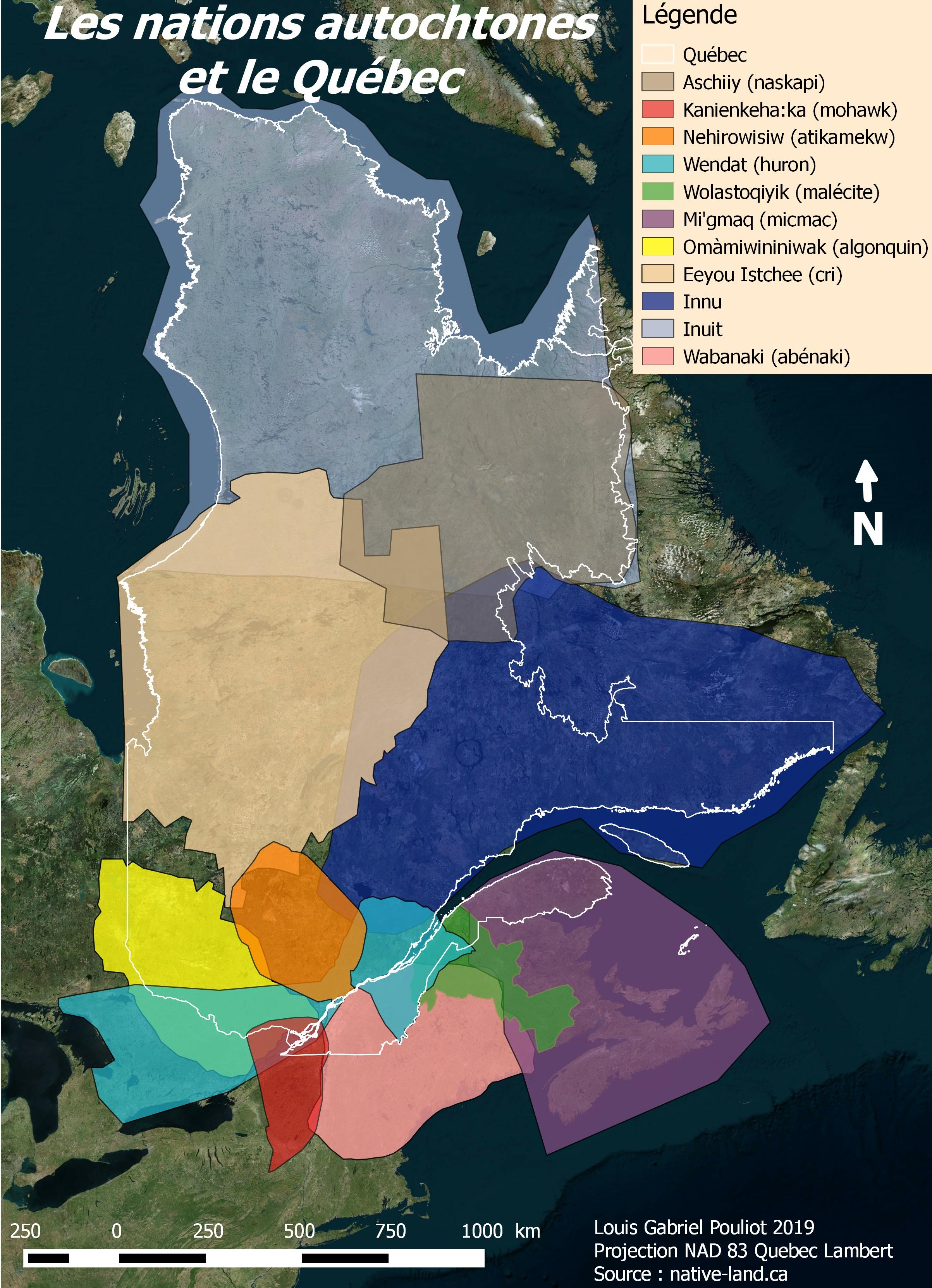
Les 11 nations autochtones officiellement reconnues par le Gouvernement du Québec.

Les groupes de locuteurs iroquoiens actuels habitent toujours dans l'est de l'Amérique du Nord, au Canada et aux États-Unis. Les Hurons-Wendats et les Mohawks (Kanien'kehà:ka) comptent au XXIe siècle pour des nations influentes chez les descendants des Iroquoiens. Les Mohawks (Kanien'kehà:ka) forment d’ailleurs la nation autochtone la plus nombreuse parmi les onze nations reconnues depuis 1989 par le gouvernement du Québec.

## Les origines

### Les premiers habitants
Les premiers habitants de l’Amérique, continent ainsi nommé après l’arrivée des explorateurs européens au 15e siècle, auraient occupé le territoire depuis au moins 15 000 ans.
Depuis la Sibérie, des chasseurs de gros gibier, mammouths, rhinocéros laineux et bisons des steppes, franchissent régulièrement le détroit de Béring, occupant graduellement le territoire des Amériques, en commençant par l’ouest.
L’arrivée des premiers habitants du Nord-Est de l’Amérique remonterait à un peu plus d’une dizaine de millénaires. « La mer de Champlain qui s’est formée à la suite de la fonte des glaciers s’est progressivement retirée, faisant émerger, il y a environ 13 000 ans, les premières terres habitables par des humains, notamment dans la chaîne de montagnes des Appalaches, à proximité de l’actuelle frontière entre le Québec et les États de la Nouvelle-Angleterre. »
La famille linguistique iroquoienne s’est formée il y a 4000 ou 5000 ans, dans la partie méridionale de l’Iroquoianie. Les confédérations politiques voient le jour entre 1470 et 1540.

### L'organisation politique et géographique
Les confédérations iroquoiennes sont des systèmes politiques complexes, regroupant des nations apparentées. Ces fédérations politiques régissent les échanges, le commerce et les alliances, mais elles peuvent aussi se faire concurrence, au point d’entrer en conflit et s’affronter lors de guerres.
Les deux plus importantes confédérations sont celles des Hurons-Wendats et des Haudenosaunee (Peuples de la Maison-Longue), aussi connue par les noms francisés de la Ligue des Iroquois ou des Cinq-Nations.
Établie dans la région au nord du lac Ontario actuel, la Confédération des Hurons-Wendats rassemble plusieurs nations, dont les Attignaouantans (« Peuple de l’Ours »), les Attigneenongnahacs (« Peuple des Chiens Aboyants »), les Arendahronons (« Peuple de la Roche»), les Tahontaenrats (« Peuple du Cerf »).
Les Haudenosaunee vivent au sud du lac Ontario, dans la région actuelle de l’État de New York, aux États-Unis. Ils constituent les Cinq-Nations : les Senecas (Tsonnontouans ou « Gens de la Grande Montagne »), les Cayugas (Goyogouins ou « Gens de la Grande Pipe »), les Onondagas (Onontagués ou « Gens des Collines »), les Oneidas (Onneiouts ou « Gens du Rocher Debout ») et les Mohawks (Kanien'kehà:ka ou « Gens du silex »). Une sixième nation, d’où le nom tardif de Confédération des Six-Nations, intégrera ce système géopolitique après 1713 : ce sont les Tusacaroras (ou qui se désignent comme les « Gens du Chanvre Indien »).
D’autres nations iroquoiennes gravitent autour de ces deux confédérations. Ces peuples font du commerce et mènent un mode de vie similaire, basé sur l’horticulture et la semi-sédentarité.
À l'ouest des Haudenosaunee vit une petite nation : les Wenros (« Gens de l’Endroit où flotte l’écume »). Dans la vallée de la Susquehanna, en actuelle Pennsylvanie, habitent les Susquehannocks (« Peuple de la Rivière boueuse »), appelés les Andastes par les Français.
Au sud-est du lac Érié vivent les Ériés, connus par les Français comme la « Nation du Chat ». Leur Confédération aurait compté au moins trois nations.
À l’ouest de la Huronie, demeurent les Pétuns (« Gens du Tabac ») et les Neutres, appelés les Attiwandaronk (« Ceux qui comprennent la langue ») par les Hurons-Wendats.
Pour sa part, les Iroquoiens du Saint-Laurent occupent la vallée du même nom, entre les villes actuelles de Québec et de Kingston. On ignore leur autonyme. Ce sont eux que rencontre Jacques Cartier à Hoguendo (Gaspé), à Stadaconé (Québec) et à Hochelaga (Montréal) lors de ses trois voyages entre 1534 et 1542.
Sur la frange orientale du Piémont en Virginie-Occidentale, ainsi que dans la plaine côtière de la Virginie et de la Caroline du Nord, habitent les Tuscaroras, les Meherrin ou Kauwetsaka (« Gens de l’Eau ») et les Nottaway (« Peuple des Serpents Venimeux »). Les Cherokees occupent enfin l'intérieur des terres, sur le plateau appalachien.

## La vie en société

### Le quotidien
Les Iroquoiens sont semi-sédentaires. Ils peuvent occuper un village pendant vingt ans, avant de se relocaliser lorsque le sol est épuisé. Les plus grandes agglomérations, comme celle d’Hochelaga, sont fortifiées et abritent plusieurs centaines de personnes.
Les palissades de bois, hautes de plusieurs mètres, servent à contrer les assauts d’éventuels ennemis, à se protéger des animaux prédateurs, des vents violents et des bourrasques de neige.
Au début du mois d’octobre 1535, à l’arrivée de l’explorateur Jacques Cartier, Hochelaga est un imposant village iroquoien, où vivent de 1 500 à 2 000 personnes, occupant une cinquantaine de maisons-longues.

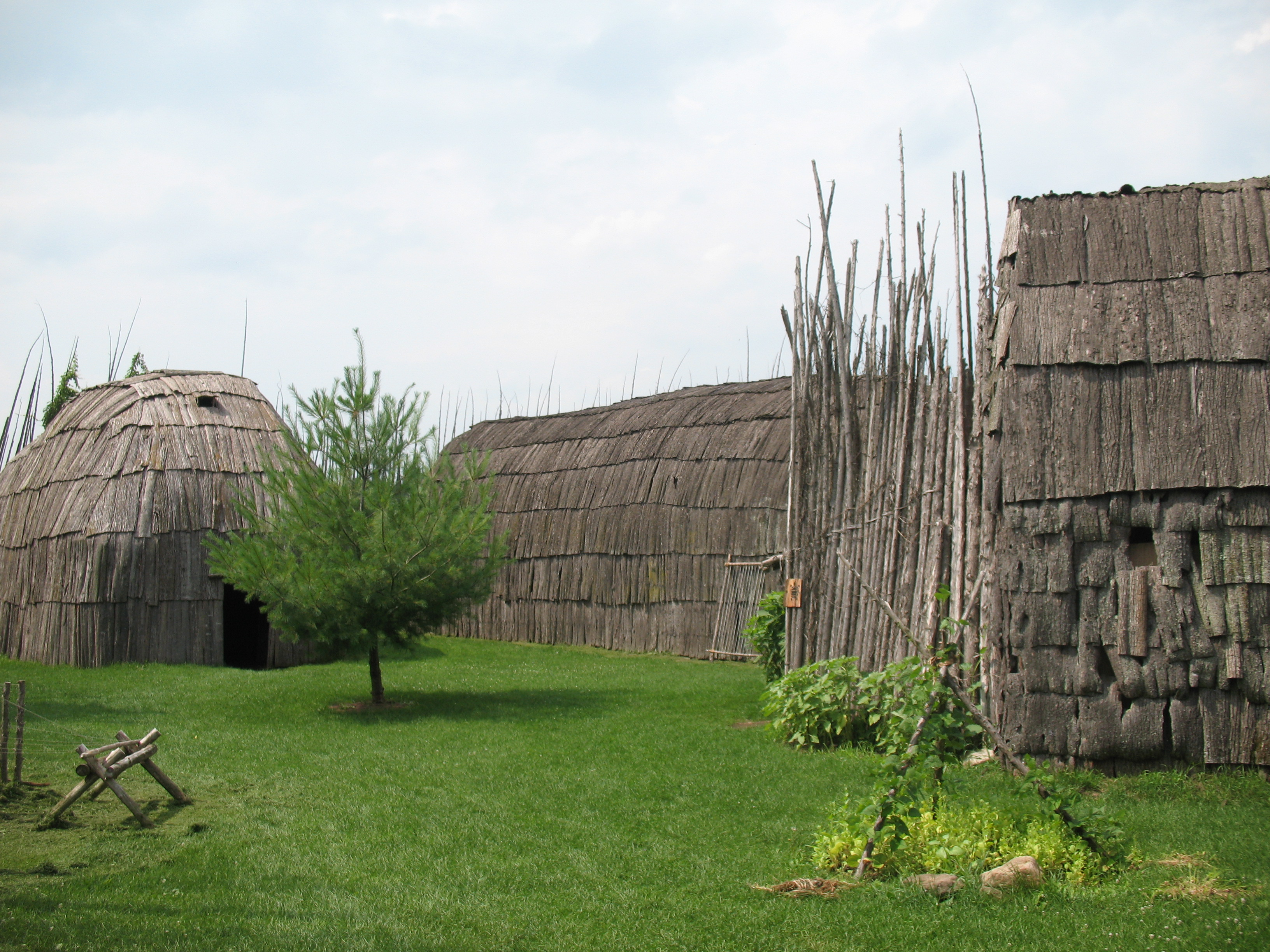
Droulers-Tsiionhiakwatha est l'un des sites les plus importants associés aux Iroquoiens du Saint-Laurent, au Québec. Reconstitution d'une maison-longue.

Ce sont les hommes qui construisent les maisons-longues. Elles ont une forme cylindrique et sont habituellement montées sur des poteaux de cèdre. Les écorces de bois assurent l’étanchéité de l’habitation. La toiture est généralement percée à deux endroits, laissant passer une faible lumière du jour, mais surtout la fumée qui s’échappe des foyers intérieurs. Deux portes d’entrée accueillent les occupants de la maison, dont la longueur moyenne fait 18 mètres et la largeur 7 mètres. Certaines d’entre elles, où habitent des chefs, peuvent être plus imposantes.
Les hommes consacrent aussi leur temps à la chasse, qui fournit les apports vitaux en viande, en peaux et en fourrures. La chasse et la pêche, au printemps et à l’automne, de même que les expéditions commerciales ou diplomatiques, sont des activités presque exclusivement masculines.
Les activités agricoles incombent surtout aux femmes. Ce sont elles qui assurent les gros travaux, tels que labourer les champs, semer, cultiver et entretenir les jardins potagers.
Ce sont aussi les femmes qui fabriquent les vases en argile cuite, enjolivés de motifs géométriques complexes. Ces vases servent à la cuisson de la nourriture, au transport de l'eau et à l'entreposage des surplus. Ils sont également utiles à la préparation de la sagamité, un plat quotidien à base de farine de maïs, dans lequel on incorpore de la graisse animale, de la viande, du poisson ou des fruits.
Les femmes préparent les peaux du gros gibier chassé en forêt par les hommes, dont celles du castor, de l’ours, du loup, du cerf, etc. Elles fabriquent des cordes, raquettes, paniers et confectionnent les vêtements et les chaussures. Elles capturent aussi le petit gibier qui rôde aux alentours des villages : lièvres, écureuils, martres, porcs-épics, renards, marmottes, loutres, etc.
Avec les enfants, elles travaillent à la cueillette des fruits sauvages et des racines. Elles traitent les maladies à l’aide de plantes médicinales.
Les Iroquoiens sont reconnus pour la fabrication des wampums, ces colliers et ceintures faits de perles de coquillage aux couleurs multiples. Les wampums sont des objets précieux pour les Autochtones de l’est de l’Amérique du Nord. Ils les portent et les échangent lors de cérémonies diplomatiques ou spirituelles.

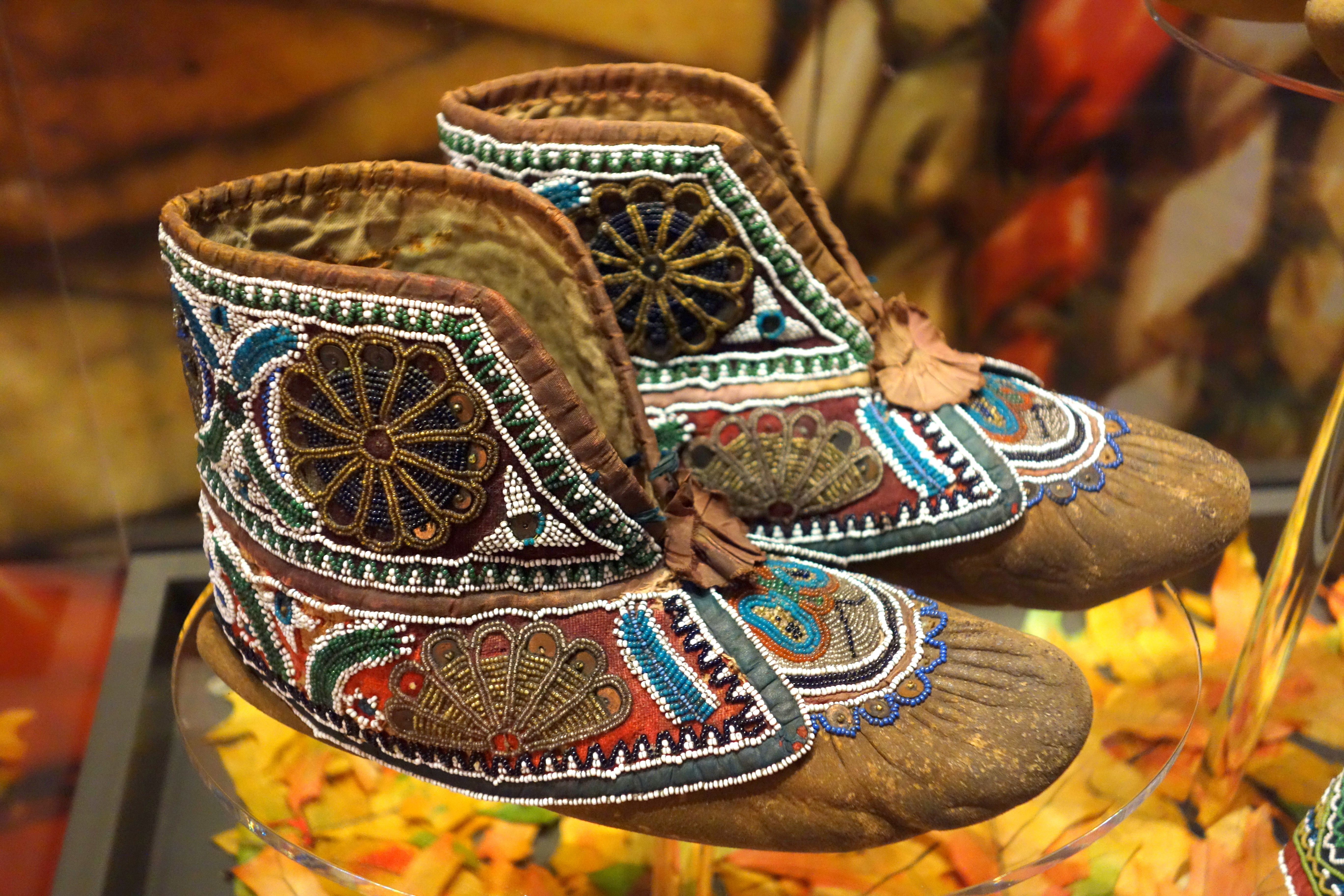
Mocassins, selon l'usage des Hurons. Vers 1880.

Les Iroquoiens chaussent des mocassins et des raquettes. Avec du bois d'orme, dont l’écorce sert dans la construction des maisons longues, ils fabriquent aussi des canots qui peuvent accommoder 10 à 12 personnes, très utiles pour pêcher et se déplacer sur les cours d’eau.
Le poisson est une denrée importante du régime alimentaire des peuples iroquoiens : « […] les ressources aquatiques fournissaient peut-être jusqu’à 15% de l’apport calorique quotidien des habitants de l’île de Montréal et davantage dans les populations de la région de Québec. »
Les produits des champs occupent une place essentielle dans le régime quotidien des peuples iroquoiens, ce qui les distingue d’ailleurs des Algonquiens qui vivent dans des régions où le climat est plus rigoureux et les sols moins fertiles.

### L'agriculture
Comme les horticultrices iroquoiennes ne disposent pas de charrues, ni de roues ou de bêtes de somme, les agricultrices travaillent le champ à l’aide de bâtons en bois d’érable ou de bêches sculptées à même les omoplates de cervidés.
La culture du maïs surpasse toutes les autres par son importance : domestiquée depuis 8 700 ans au Mexique, la plante est introduite dans le sud de l’Ontario vers l’an 800.
Le maïs est cultivé dans la vallée du Saint-Laurent à partir de l’an 1000 : « Rapidement préparée et facilement stockable, cette céréale a pris une part croissante dans les repas […]».
Une croissance démographique, débutant au 14e siècle, est en partie possible grâce au développement agricole et à la culture des « trois sœurs » : le maïs, le haricot et la courge. On parle de permaculture entre ces trois plantes mères. Elles poussent très bien ensemble. Les plants de courges couvrent le sol et aident à retenir l’humidité nécessaire à la croissance du maïs. Les plants des haricots grimpent sur ceux du maïs, à la manière d’un tuteur.
Il est estimé que ces cultures « […] ont probablement fourni jusqu’à 65% (maïs : 50% ; haricots : 13% ; courges : 2%) de l’alimentation des habitants de l’île de Montréal à compter de l’an 1400 de notre ère.» Les peuples iroquoiens cultivent plusieurs autres plantes, comme les tournesols et le tabac, qui profitent d’un sol et d’un climat favorables dans cette partie du continent. Fumer le tabac est une pratique culturelle chez les Iroquoiens. Une manière d’invoquer les puissances surnaturelles, l’usage du tabac est coutumier lors des cérémonies politiques et religieuses. Fumer est aussi un plaisir quotidien pour certains.
Comme les Iroquoiens pratiquent l'agriculture sur brûlis et n'engraissent pas leurs champs, les sols s'épuisent rapidement, obligeant les groupes à démonter les villages et à s'installer ailleurs, à des intervalles de vingt, et parfois trente ans.

### La famille matrilinéaire
Des traits distinctifs soulignent un mode de vie et une identité culturelle uniques aux peuples iroquoiens. Outre la pratique extensive de l’agriculture et l’aménagement de villages semi-permanents, les cultures iroquoiennes se distinguent par la place importante de la femme dans la société.
Un lien matrilinéaire transcende les générations d’Iroquoiens. Les femmes, notamment chez les Iroquoiens du Saint-Laurent, endossent le rôle principal. Les maisons-longues rassemblent plusieurs familles et abritent quelques dizaines de personnes. Elles sont gérées par les femmes. Les enfants appartiennent exclusivement au clan maternel.
Les hommes, les pères ou les oncles, n’occupent pas une position de commandement au sein de la cellule familiale. C’est la grand-mère qui veille à l’éducation des enfants. Au moment de l’union, la femme accueille son époux dans la maison multifamiliale.
L’éducation des enfants n’inclut pas des châtiments sévères, comme le relate le sociologue historien Denys Delâge à propos de Savignon, un jeune Huron-Wendat que les Européens emmènent en France en 1610 : « Bien qu’ayant été très bien reçu en France, Savignon ne veut pas y retourner, épouvanté qu’il est de la fréquence des peines de mort et des châtiments physiques, de la manière dont on bat, maltraite, bafoue les enfants […]».
Les femmes assurent la survie de la maison par des tâches régulières, quotidiennes et répétitives. Elles veillent à nourrir la famille et « […] la charge du processus agricole (des semailles à la maturation des plantes, des moissons à la transformation alimentaires) et la gestion des réserves relèvent du domaine féminin. »
Les femmes ont leurs propres assemblées et participent aux séances du conseil de village où elles ont des porte-parole masculins. Les hommes s’occupent du commerce et de la guerre.

## Le contact avec les Européens

### L'arrivée des Français au 16e siècle
De nombreuses avancées techniques en matière de cartographie et de navigation permettent aux monarques européens de lancer de grandes expéditions maritimes aux 15e et 16e siècles.
Outre l’arrivée en Amérique de Christophe Colomb, originaire de la république de Gênes, mais mandaté par la Couronne espagnole en 1492, ce sont aussi des explorateurs anglais, portugais, italiens, hollandais et français qui partent à la recherche d’une route maritime pour l’Asie. Ils cherchent à s’approvisionner en or et en épices, maintenant qu’il est désormais admis que la Terre est ronde.
En 1534, Jacques Cartier, navigateur de Saint-Malo, est désigné par François 1er, monarque de France, pour trouver l’une de ces routes vers l’Asie. Il consigne les récits de ses voyages faits entre 1534 et 1542, ce qui le distingue des autres explorateurs ou pêcheurs venus avant lui sillonner ce qui est désormais appelé le golfe du Saint-Laurent.
Les premiers contacts entre Autochtones et Européens prédatent effectivement l’arrivée de Cartier. Des marins scandinaves, en provenance du Groenland étaient déjà passés dans la région, ainsi que des pêcheurs basques espagnols, notamment à l’île que l’on appellera plus tard Terre-Neuve, rencontrant ainsi les Béothuks.
Ils avaient aussi déjà croisé d’autres nations algonquiennes, dont les Innus et les Mi'kmaq.
Les trois séjours de Jacques Cartier en Amérique, d’une durée totale de 30 mois (en 1534 ; en 1535-1536 ; et en 1541-1542), l’amènent à rencontrer divers peuples autochtones, dont les Innus et surtout les Iroquoiens du Saint-Laurent, notamment ceux qui habitaient alors les villages de Stadaconé (Québec) et de Hochelaga (Montréal).
Le 24 juillet 1534, Cartier plante une croix à Hoguendo (Gaspé) devant Donnacona, le porte-parole principal des Iroquoiens de Stadaconé. L’érection de la croix, au nom du Roi de France, indispose les Iroquoiens venus pêcher pour l’été : « Cartier rapporte dans son journal que Donnacona fit aux Français une "grande harangue" : "il nous montrait la terre, tout à l’entour de nous, comme s’il eût voulu dire, que toute la terre était à lui, et que nous ne devions pas planter ladite croix sans sa permission". »
Cela n’empêche toutefois pas son équipage de faire du troc avec les Iroquoiens.
Les hivernements des Français à Stadaconé et la visite du village de Hochelaga, autour de l’actuel Mont-Royal à Montréal en octobre 1535, leur permet de prendre la mesure de l’influence et de la prospérité des Iroquoiens du Saint-Laurent.
Une quinzaine de villages parsèment le territoire de la Laurentie iroquoienne au 16e siècle, depuis le lac Ontario jusqu’à Stadaconé. Près de 12 000 personnes y vivent, dont probablement 25% dans le seul archipel de Hochelaga.
Au 16e siècle, les marins français échangent surtout avec les gens de la Laurentie iroquoienne ; ils ne fréquentent pas les membres des puissantes confédérations iroquoiennes des Hurons-Wendats, au nord-ouest, et des Haudenosaunee, au sud de Hochelaga.
De toute évidence, les visites de Cartier marquent les Iroquoiens du Saint-Laurent, tout autant que les contemporains en France. Son enlèvement de deux Iroquoiens, Taignoagny et Domagaya, en 1534, sa visite de Hochelaga en 1535, son hivernement en Amérique en 1535-1536, ainsi que sa tentative de coloniser la vallée du Saint-Laurent en 1541-1542, constituent un tournant dans l’approche européenne.
Il est encore question de trouver des métaux précieux ou une route vers l’Asie, mais il y a aussi la volonté de tisser des relations avec les Autochtones et de s’établir de façon permanente en Amérique. D’autres expéditions commanditées par les monarques européens suivront celles de Cartier, dans l’espoir d’intensifier le commerce avec les Autochtones et de coloniser la région.
L’expédition de Jean-François de La Rocque de Roberval en 1542-1543 confirme les ambitions du Roi de France, alors que trois navires transportant quelques centaines de colons et animaux domestiques s’établissent en Laurentie iroquoienne.
Les tentatives de colonisation française ne réussissent pas au 16e siècle. Jacques Cartier retourne en France en 1542, après avoir tenté de fonder la colonie de Charlesbourg-Royal (de nos jours, Cap-Rouge). Il y rapporte ce qu’il croyait de l’or, mais qui n’est que de la pyrite de fer ; « faux comme diamants du Canada », comme le veut l'expression consacrée.
La tentative de fonder la colonie de France-Roy par Roberval échoue à son tour en 1543. Le « Royaume du Saguenay », ainsi que l’avaient évoqué les Iroquoiens à Cartier, n’est pas repéré par les Français.
La venue de Français, entre 1534 et 1543, n’est pas sans effets pour les Iroquoiens du Saint-Laurent. Les travaux les plus récents soulignent qu’elle aurait probablement contribué largement à la disparition ou à la dissolution de la Laurentie iroquoienne, via les virus et maladies infectieuses auxquelles les Européens étaient habitués. Entre 1550 et 1585, « […] les communautés iroquoiennes de la vallée du Saint-Laurent se sont pour ainsi dire volatilisées, évaporées ou effondrées. »

### Les Iroquoiens et la Nouvelle-France au 17e siècle
C’est au 17e siècle que les Français réussissent à s’implanter en Amérique. Après un séjour à la tabagie de Tadoussac en 1603, le cartographe et explorateur français Samuel de Champlain fonde « l’Abitation » de Québec le 3 juillet 1608, symbolisant la seconde tentative de colonisation de la Nouvelle-France.
À l’arrivée de Champlain, il n’existe plus de villages iroquoiens le long du fleuve Saint-Laurent. Si les Iroquoiens du Saint-Laurent n’y sont plus, les confédérations iroquoiennes, plus au sud, sont toujours présentes et influentes.
Les Mohawks (Kanien'kehà:ka) de la Confédération des Haudenosaunee et les Hurons-Wendats entretenaient déjà des relations hostiles avant l’arrivée de Champlain.
La fondation de l’Abitation est tributaire des négociations que Champlain entretient avec les Innus, les Algonquins et les Wendats, venus commercer à Québec. En échange de l’aide militaire offerte par Champlain, qui dispose d’arquebuses, les alliés autochtones entreprennent de combattre les Mohawks (Kanien'kehà:ka).
« Cet épisode changera le cours de l’histoire», pour citer l’historienne Oliva Dickason.
Les hostilités culminent en juillet 1609 à Ticonderoga, en territoire Mohawk. Sur les rives de l’actuel lac Champlain, à la décharge du lac George, les Mohawks (Kanien'kehà:ka) combattent les alliés des Français.
La retraite en désordre des Mohawks (Kanien'kehà:ka), qui comptent pourtant un contingent de 200 guerriers, et leur étonnement face aux arquebuses françaises suggèrent, selon l’ethnohistorien Roland Viau, «[…] que leurs ancêtres et leurs parents n’avaient jamais eu à faire face […] aux Français, et à leurs armes à feu. »
Un autre affrontement a lieu en 1610, qui donne les mêmes résultats, au bord de la rivière Richelieu.
L’alliance entre les Wendats et Champlain donne satisfaction aux deux parties, mais permet aussi aux Français d’entrer plus loin à l’intérieur du continent, notamment en Huronie, une région culturelle comptant plus de 30 000 habitants.
Depuis la fondation de Québec en 1608, en incluant celles de Trois-Rivières en 1634 et de Ville-Marie (Montréal) en 1642, la Nouvelle-France peine à recruter des colons. Les Récollets et les Jésuites, des religieux catholiques investis de la mission de christianiser les Iroquoiens, sont toutefois très présents dans la colonie française.
Si la très grande majorité des colons français s’installent dans la vallée du Saint-Laurent, les missionnaires catholiques, quant à eux, vont majoritairement vivre en Huronie. Champlain se rend en territoire Wendat en 1615. D’autres Français, dont le plus connu est Étienne Brûlé, vivent des expériences d’immersion en Huronie.
Les Wendats sont les plus influents et dictent le commerce avec les nations algonquiennes et même avec les Français : « Les chefs hurons se considèrent les égaux des rois de France. La langue huronne est la langue du commerce et c’est en huron que commercent les Français. »

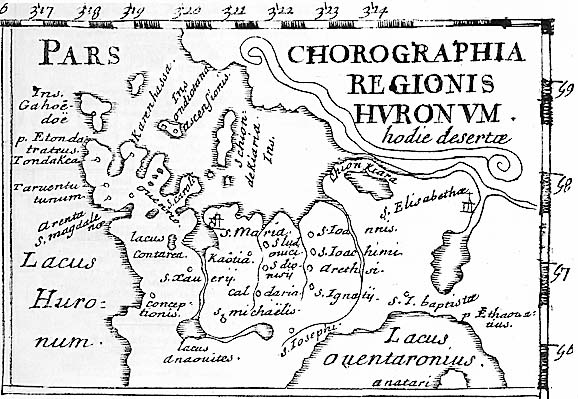
Carte de la huronie en Nouvelle-France par François Du Creux et publié en 1660 dans son ouvrage Historia Canadensis (1660).

Si les Wendats offrent le maïs et d’autres produits, tels que les peaux et les fourrures très prisées des Européens, les Français leur offrent des armes (mais ils revoient rapidement cette politique de transiger des armes à feu aux Hurons-Wendats chrétiens), la protection militaire, de l’alcool et d’autres objets artisanaux. La présence des Français constitue un problème dans la mesure où les épidémies, découlant de virus européens que portent les colonisateurs souvent immunisés, accablent les populations autochtones.
La Huronie et les villages des nations iroquoiennes des Pétuns et des Neutres sont décimés par les raids des Mohawks (Kanien'kehà:ka) entre 1630 et 1650, ainsi que par les maladies. Au début des années 1650, « […] après l’hécatombe des guerres iroquoises, les missionnaires jésuites quittèrent la Huronie avec environ 300 Hurons – sans doute aussi avec des Pétuns – et vinrent s’installer à l’île d’Orléans. » 

### La Grande Paix de Montréal en 1701
Pendant un demi-siècle, l’alliance conclue entre les Français et l’Alliance laurentienne (Innus, Algonquins Anishinabe et Hurons-Wendats) garantissait une certaine stabilité pour la Nouvelle-France, contre les raids guerriers des Mohawks (Kanien'kehà:ka) et des Oneidas. L’anéantissement de la puissante Confédération des Wendats pose un problème aux Français.
En 1660, débutent les guerres franco-iroquoises qui affectent le commerce des fourrures en Nouvelle-France. Les Anglais qui colonisent rapidement la Nouvelle-Angleterre sont les alliés des Haudenosaunee. Le lucratif commerce des fourrures risque d’échapper aux Français.

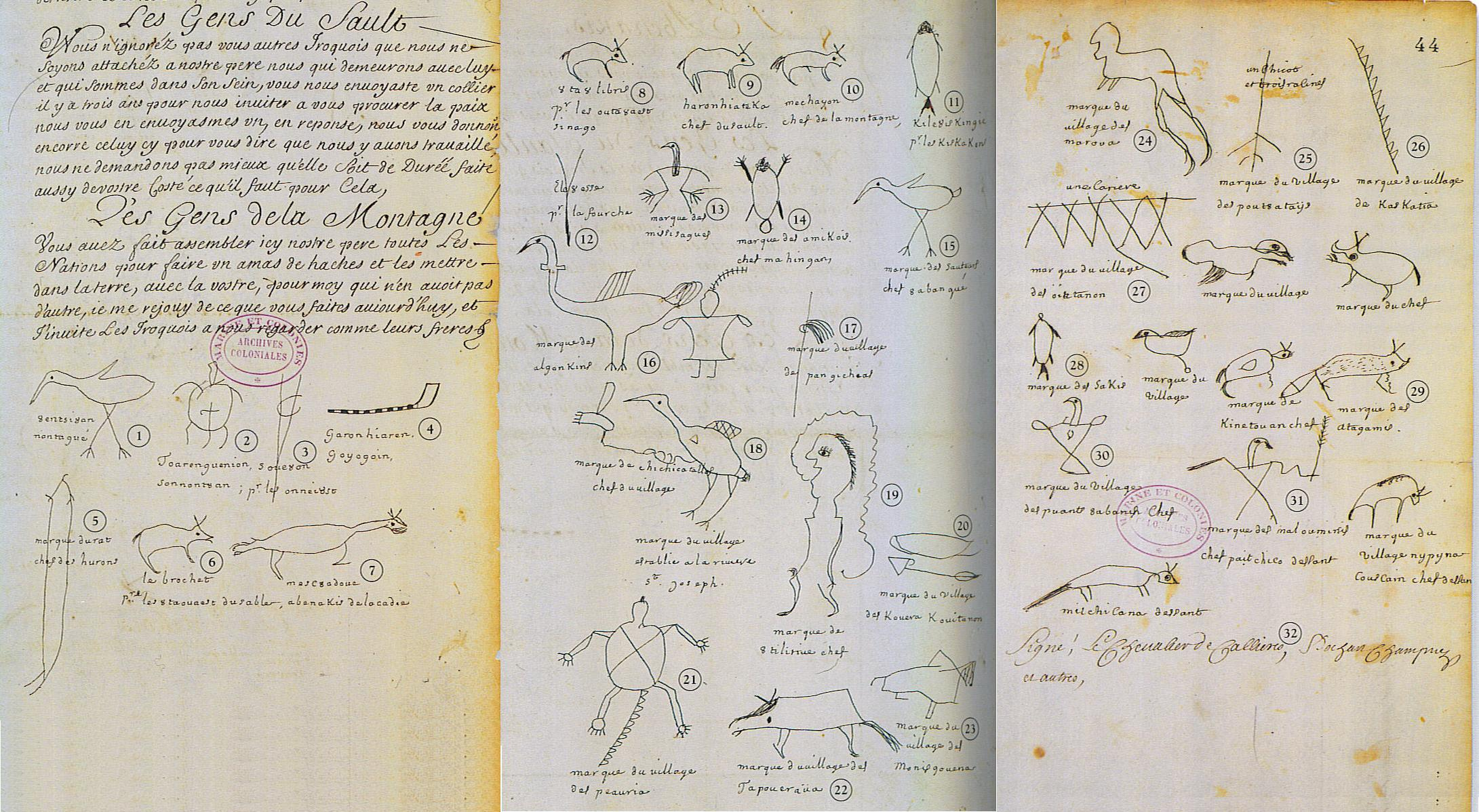
Copie du Traité de la Paix de Montréal, signé en 1701.

Le 4 août 1701, un traité de paix est signé, alors que plus de 1 300 délégués issus de 39 nations autochtones, algonquiennes et iroquoiennes, se rassemblent à Montréal. Par ce traité mieux connu comme la « Grande Paix », les délégués autochtones et les Français conviennent d’une cessation générale des hostilités.
Longtemps ignorée par les historiens, la Grande Paix est aujourd’hui[Depuis quand ?] reconnue comme « ce grand événement de notre histoire », même si une nation se distingue du lot des participants, celle influente des Mohawks (Kanien'kehà:ka), qui n’aurait pas ratifié l’entente.
« L’intervention du grand chef huron wendat, Kondiaronk, marque le point tournant des négociations. En effet, grâce à un discours décisif, il parvient finalement à convaincre les factions les plus résistantes de conclure une entente ». Il meurt le lendemain de son discours, victime de l’épidémie qui sévit alors à Montréal. Teganissorens, orateur et diplomate onondaga, aurait aussi joué un rôle de premier plan dans la ratification du traité, même s’il n’était pas sur place.
C’est à partir du XVIIe siècle, et jusqu’au XVIIIe siècle, que des religieux français emmèneront des Mohawks (Kanien'kehà:ka) convertis au catholicisme, en les installant sur la rive sud de Montréal (Kahnawà:ke), à Deux-Montagnes (Kanesatake) et à la frontière actuelle des États-Unis, de l’Ontario et du Québec, à Saint-Régis (Akwesasne).
Ces « missions religieuses » ou « réductions », comme les appellent les autorités françaises, pavent la voie à confiner les Autochtones dans des territoires délimités par les Européens.
Personnage emblématique, Kateri Tekakwitha, née de père mohawk (kanien'kehà:ka) et de mère algonquine, s’est d’ailleurs installée à la mission de Kahnawà:ke. Elle y meurt en 1680.
Convertie au catholicisme, elle symbolise aussi l’ambiguïté des relations entre Iroquoiens et Français depuis le 16e siècle. En 2012, elle devient la première Autochtone d’Amérique du Nord à accéder à la « Sainteté », canonisée par le pape Benoît XIV.
Après la Conquête britannique de 1754-1760, ce sont les Britanniques qui prennent en charge les relations avec les Autochtones. La Proclamation Royale de 1763 offre un territoire exclusif aux Autochtones que les colons anglais ne peuvent occuper, mais des décisions britanniques subséquentes et l’indépendance des États-Unis renversent rapidement cette disposition.
Les Iroquoiens, tout comme les autres nations autochtones d’Amérique, se retrouvent de plus en plus en contexte d’infériorité numérique et politique face au pouvoir britannique et à celui des États-Unis d’Amérique.

### Les Iroquoiens depuis 1800
Le Traité de Versailles de 1783, reconnaissant l’indépendance des États-Unis, est l’un des jalons politiques contribuant à minoriser les droits des peuples iroquoiens : « Les Mohawks furent outrés d’apprendre que les Britanniques étaient disposés à céder le territoire des Six-Nations aux Américains sans leur demander leur avis», selon l’historienne du droit Constance Backhouse.
Sous la pression croissante de la colonisation européenne, les peuples iroquoiens voient s’agrandir le territoire des États-Unis, ainsi que celui des colonies britanniques du Haut et du Bas-Canada. Une volonté de convertir et d’assimiler les Autochtones continue de dicter les décisions des autorités politiques en Amérique du Nord.
Bien avant l’Acte de l’Amérique du Nord britannique de 1867, date de la fondation du Canada politique tel qu’on le connaît encore de nos jours, plus d’une centaine de traités et cessions de territoires sont conclus avec les Autochtones de l’Amérique du Nord.
En 1867, l’Acte de l’Amérique du Nord britannique « stipule par son article 91 (24) que la responsabilité et la protection constitutionnelles des droits ancestraux des Indiens relèvent de la Couronne, et ce faisant, de l’ordre du gouvernement fédéral ».En 1871 est signé le Traité numéro 1, entre le Canada et des communautés autochtones algonquiennes et iroquoiennes. C’est le prélude pour les dix traités suivants, dont le dernier est signé en 1921, et qui consolident le système des réserves autochtones.
La Loi sur les Indiens, adoptée en 1876 par la Chambre des communes à Ottawa, régit la vie politique et juridique des autochtones du Canada. Elle donne au gouvernement du Canada l’autorité exclusive de légiférer sur « les Indiens et les terres réservées pour les Indiens. »
La révision de la Loi sur les Indiens de 1876 est demandée à maintes reprises au 20e siècle par les Premières Nations.
Dans les années 1950, des Mohawks (Kanien'kehà:ka) de Kahnawà:ke s’opposent au projet d’expropriation de 526 hectares de la réserve, visant à faciliter l’élargissement de la Voie maritime du Fleuve Saint-Laurent. L’expropriation a cependant force de loi et les Mohawks (Kanien'kehà:ka) perdent un accès privilégié au fleuve.La même situation prévaut à Akwesasne.
Les relations entre les corps policiers et les Mohawks (Kanien'kehà:ka) sont difficiles dans les années 1970-1980. Un corps policier autochtone, les « Peacekeepers », est créé pour remplacer les policiers du Québec, sur le territoire de la réserve de Kahnawà:ke.
Un autre groupe, les Warriors (mouvement décrit « comme le bras armé de la Maison longue, sans être toutefois reconnu comme tel par tous ») pourfendent les Peacekeepers, considérés trop modérés.

Drapeau de la Warrior Society (Société des Guerriers) des Mohawks (Kanien'kehá:ka).

Le logo de la Kahnawake Warrior Society (Société des Guerriers), créé en 1974 par l’artiste-peintre Louis Karoniaktajeh Hall, « […] allait devenir l’emblème de cette organisation […] », tout comme son drapeau désormais connu, « […] qu’on identifiera ensuite à la nation mohawk et finalement à un symbole d’unité des peuples autochtones dans une cause politique et identitaire. »
Les Warriors s’impliquent dans certains conflits et leur influence dans les commerces illicites amène aussi des confrontations chez les descendants iroquoiens du Québec, ainsi qu’avec les gouvernements canadien et québécois.
En 1988, la Gendarmerie Royale du Canada effectue une descente policière à Kahnawà:ke, pour récupérer des produits du tabac de contrebande. Les Warriors bloquent l’extrémité sud du Pont Mercier, qui se trouve dans le territoire de la réserve. Ce cas de résistance est une prémisse à ce qui éclate deux ans plus tard à Oka, à l’été 1990, lors d’un important conflit. La « Crise d’Oka » mène à des affrontements médiatisés et aussi à la mort d’un policier québécois, le caporal Marcel Lemay.
Les relations entre les descendants iroquoiens et le reste de la population du Québec et du Canada connaissent des hauts et des bas. À l’instar des relations avec d’autres communautés autochtones, dont les nations algonquiennes, les lois adoptées au 19e siècle par le Gouvernement du Canada, ainsi que les questions des droits ancestraux et des territoires dits non-cédés, alimentent les débats, souvent controversés, entre les peuples d’origines iroquoienne et européenne.
Les 140 pensionnats administrés par le gouvernement fédéral au Canada entre 1867 et 1996 et les sévices qui y ont eu cours, ont mené aux travaux de la Commission fédérale de vérité et réconciliation entre 2008 et 2015. Les descendants iroquoiens sont directement concernés par les travaux et les suites de la Commission.
Les Mohawks (Kanien'kehà:ka), membres de la plus populeuse des onze nations autochtones officiellement reconnues par le Gouvernement du Québec, demeurent à l’avant-plan des revendications politiques, juridiques et sociales menées par les communautés autochtones.

## Les Iroquoiens au 16e siècle - Structure et mode de vie
|                             | Les Iroquoiens au 16e siècle |
| --------------------------- | --- |
| Territoire                  | Basses-Terres du Saint-Laurent (Québec), Lac Champlain, Grands Lacs |
| Structure sociale           | Matrilinéaire |
| Mode de vie                 | Semi-sédentaire |
| Aliment de base             | Maïs, courges, haricots, citrouilles, tournesols |
| Habitation                  | Maisons-longues dans un village entouré d'une palissade de bois |
| Habillement                 | Fait en peaux d'animaux |
| Statut politique des femmes | Désignent le chef de clan ; décisions prises par consensus (la majorité souscrit à une proposition); ont leur mot à dire dans les affaires relatives aux activités guerrières et aux négociations de paix |
| Rôle des femmes             | Tâches domestiques, élever les enfants, gestion des affaires communautaires, récoltes, confection des vêtements, cuisiner les repas                                                                       |